# Lake Tanganyika Stadium
Het Lake Tanganyika Stadium (Swahili: Uwanja wa Ziwa Tanganyika) is een multifunctioneel stadion in Kigoma, een stad in Tanzania. Het stadion wordt vooral gebruikt voor voetbalwedstrijden, de voetbalclub Reli Kigoma FC maakt er gebruik van voor het spelen van de thuiswedstrijden. In het stadion kunnen ongeveer 15.000 toeschouwers, er zijn ook bronnen die een hoger aantal weergeven. Het werd gebouwd in 1981.